# Suszec
Suszec (niem. Sissetz) – wieś w Polsce, położona w województwie śląskim, w powiecie pszczyńskim, w gminie Suszec.
Miejscowość jest siedzibą gminy Suszec. Jeszcze na początku 2017 roku na terenie gminy znajdowała się kopalnia węgla kamiennego „Krupiński”. Kopalnia została zamknięta, a pracownicy przeniesieni lub zwolnieni.
Przez Suszec przebiega linia kolejowa nr 148 (Pszczyna - Rybnik), na której znajduje się stacja Suszec oraz przystanki Suszec Kopalnia i Suszec Rudziczka.
Na terenie miejscowości znajduje się Parafia św. Stanisława Biskupa i Męczennika w Suszcu.
W 2004 r. Suszec wygrał I edycję konkursu „Piękna Wieś Województwa Śląskiego” w kategorii „najpiękniejsza wieś”.

## Nazwa
Nazwa pochodzi od polskiego określenia oznaczającego brak wody – „suchości” i prawdopodobnie związana jest z położeniem miejscowości w suchym miejscu leżącym wśród bagien oraz mokradeł. Niemiecki językoznawca Heinrich Adamy w swoim dziele o nazwach miejscowych na Śląsku wydanym w 1888 roku we Wrocławiu wymienia najstarszą nazwę miejscowości w polskiej formie „Susza” tłumacząc jej znaczenie „Trockenfeld” czyli po polsku „suche pole”. Nazwa została później fonetycznie zgermanizowana przez Niemców, początkowo na Sussetz, a współcześnie na Sissetz.

## Integralne części wsi
| SIMC    | Nazwa        | Rodzaj     |
| ------- | ------------ | ---------- |
| 0222189 | Branica      | przysiółek |
| 0222114 | Grabówka     | część wsi  |
| 0222120 | Owczarnia    | część wsi  |
| 0222137 | Podlesie     | część wsi  |
| 0222143 | Siągarnia    | część wsi  |
| 0222150 | Sikowiec     | część wsi  |
| 0222166 | Stary Suszec | część wsi  |
| 0222172 | Żabiniec     | część wsi  |

## Historia
Data powstania Suszca nie jest znana. Miejscowość została po raz pierwszy wzmiankowana w spisie świętopietrza parafii dekanatu Oświęcim diecezji krakowskiej z 1326 pod nazwą Susechz.
W dokumencie sprzedaży dóbr pszczyńskich wystawionym przez Kazimierza II cieszyńskiego w języku czeskim we Frysztacie w dniu 21 lutego 1517 roku wieś została wymieniona jako Sussecz.
W styczniu 1945 r. przez miejscowość przeszły tzw. marsze śmierci z obozów Auschwitz-Birkenau w Oświęcimiu na stację kolejową w Wodzisławiu Śląskim.
Z miejscowością wiązany jest Świętosław Milczący zwany Błogosławionym. Herbem Suszca od co najmniej końca XVIII wieku jest rozłożyste drzewo. Od 1994 r. jest to również herb całej gminy.
W latach 1975–1998 miejscowość administracyjnie należała do województwa katowickiego.
Urodził się tu Franciszek Błażyca – przodownik Policji Województwa Śląskiego, jedna z ofiar zbrodni katyńskiej.

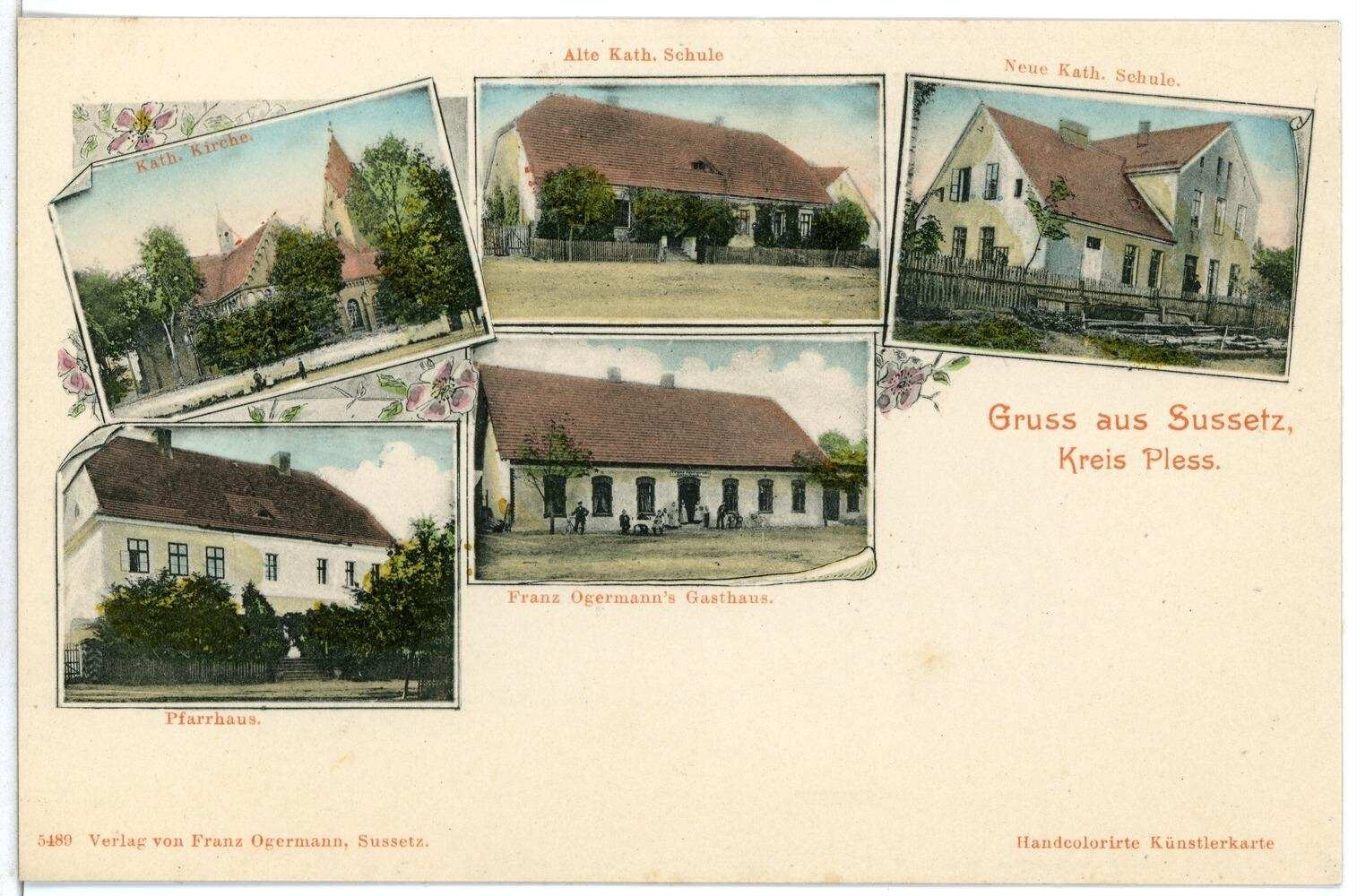
Pocztówka z Suszca z w języku niemieckim z 1904 r.

## Turystyka i rekreacja w Gminie Suszec
Teren gminy otaczają praktycznie ze wszystkich stron lasy – pozostałości tzw. Puszczy Pszczyńskiej – zabezpieczające gminę przed zanieczyszczeniami z pobliskich aglomeracji miejskich. Część lasów na terenie Suszca i Rudziczki należy do parku (oraz otuliny parku) krajobrazowego „Cysterskie Kompozycje Krajobrazowe Rud Wielkich”. Ponadto w północnej części gminy znajduje się rezerwat przyrody „Babczyna dolina”. Warto zaznaczyć, że na terenie gminy występuje ok. 120 gatunków roślin umieszczonych w „czerwonej księdze” gatunków rzadkich i ginących w Polsce.
Na południowy zachód od miejscowości znajduje się należący do gminy ośrodek rekreacyjno–wypoczynkowy „Gwaruś”. Powstał on w oparciu o jeden z najstarszych suszeckich stawów o powierzchni 9,3 ha. W 1983 r. na terenie stawu rozpoczęto prace mające na celu budowę ośrodka rekreacyjnego Kopalni Węgla Kamiennego „Krupiński” w Suszcu; w tym celu dotychczasowy zbiornik podzielona na dwa mniejsze (wschodni – rekreacyjny oraz zachodni – hodowlany). Prace zakończono w 1986 r., a staw „Godziek” przemianowano na „Gwaruś” (pierwsza nazwa „Godziek” wzięła się od nazwiska pierwszego właściciela z XV wieku – Godźka).  Od 1999 r. całym ośrodkiem zarządzał Gminny Ośrodek Kultury i Urząd Gminy w Suszcu. Od 2017 r. „Gwaruś” z przyległym terenem wydzierżawiła prywatna firma.

## Kultura
W Suszcu przy ul. Ogrodowej 22 położony jest Gminny Ośrodek Kultury (GOK). Organizuje m.in. konkursy dla całego powiatu pszczyńskiego, koncerty, zajęcia i gry.

## Miejscowości partnerskie
- Zákamenné (Słowacja)
- Novoť (Słowacja)[13]